# Wieża Zmysłów w Norymberdze
Wieża Zmysłów (niem. Turm der Sinne) – muzeum nauki i techniki w Norymberdze (Niemcy) w dystrykcie Mohrenturm, obok Bramy Zachodniej. Muzeum zaprojektowano z myślą o nastolatkach (według władz muzeum grupą docelową są 14-latkowie), którzy mogą zapoznać się z każdym eksponatem przez jego oglądanie, dotykanie i eksperymentowanie. Zajmuje 120 m².